# Raginpert
Raginpert (* vor 660; † 701) war ein Sohn des Langobardenkönigs Godepert und 701 kurzzeitig selbst König des Langobardenreichs. Er gehörte der fränkischen Familie der Agilolfinger an, die ihre Machtbasis in Süddeutschland hatte und die über die weibliche Linie nach Italien ausgegriffen hatte und dort eine eigene Dynastie bildete, die, mit Unterbrechungen, von 615/616 bis 712 Bestand hatte. Um diese Zeit entspannen sich innerdynastische Kämpfe um die Nachfolge Cunincperts in den Jahren ab 700.
Diese Kämpfe hingen mit einem früheren dynastischen Streit zusammen. Raginperts Großvater König Aripert I. hatte 661 seine beiden Söhne Godepert und Perctarit gleichberechtigt als seine Nachfolger vorgesehen. Dieser Godepert, Raginperts Vater, kam im nächsten Jahr beim Kampf um die Königskrone ums Leben, Raginperts Onkel Perctarit musste zunächst fliehen. Doch Perctarit kam 671 aus dem Frankenreich zurück und wurde knapp zehn Jahre nach dem Sturz der Brüder selbst wieder König, womit der Perctarit-Zweig der Familie für drei Generationen die Krone innehatte. Denn Perctarits Sohn Cunincpert folgte ihm auf dem Thron, diesem wiederum dessen minderjähriger Sohn Liutpert. Raginpert verblieb als einzig Erbberechtigter des Godepert-Zweiges der Agilolfinger.
Raginpert war als Kind nach dem Tod seines Vaters Godepert im Jahr 662 nämlich in Sicherheit gebracht worden. Er stieg später zum Dux von Turin auf und siegte am Ende 701 über das Heer des besagten Enkels König Perctarits, dem er die Herrschaft entriss. Nach einer kurzen Königsherrschaft, die weniger als ein Jahr dauerte, folgte auf Raginpert einer seiner Söhne, nämlich Aripert II. auf dem Thron. Gumpert, der andere Sohn, floh ins Frankenreich.

## Herkunft, dynastische Kämpfe

### Tod des Vaters im Kampf um die Königsherrschaft (661/662)
Schon als Kind geriet Raginpert 661 bis 662 in den Kampf zwischen seinem Vater Godepert und dessen Bruder Perctarit, die beide ihrem Vater, Aripert I., auf dem Thron gefolgt waren. Dabei residierte Godepert in Pavia, sein Bruder in Mailand. Doch gerieten die Brüder in Streit. Eine der beiden Schwestern wurde Äbtissin von S. Agata in Pavia, die andere heiratete – nach dessen Usurpation des Königsthrons – ausgerechnet Grimoald, den Herzog von Benevent. Damit sollte wohl eine Nähe zur Dynastie hergestellt werden, was die Usurpation legitimieren konnte.
Diese Usurpation hatte für Raginpert gravierende Folgen, denn sein Vater Godepert hatte Garibald, den Herzog von Turin, um Hilfe bei einem Bündnis mit jenem Grimoald gebeten. Doch Garibald stachelte Grimoald dazu auf, selbst nach der Krone zu greifen. So ermordete Grimoald den Vater Raginperts. Die Getreuen des Ermordeten konnten seinen kleinen Sohn in Sicherheit bringen. Hingegen wurde wenig später der Herzog von Turin seinerseits von einem Verwandten ermordet („ex propria familia Godeperti oriundus“). Die Schwester des Ermordeten musste, da ihr Bruder dies Grimoald angeboten hatte, den Usurpator heiraten.

### Flucht und Rückkehr Perctarits (671), Nachfolge durch Sohn und Enkel (688, 700)
Perctarit, dem das gleiche Schicksal wie seinem Bruder drohte, gelang die Flucht zu den Awaren, dann zu den Franken. Nach dem Tod Grimoalds gewann er im Jahr 671 die Königsherrschaft zurück und erhob seinen Sohn Cunincpert zum Mitkönig. Dieser herrschte von 688 bis 700 allein.
Nach dem Tod von Raginperts Cousin Cunincpert, Sohn und Nachfolger Perctarits, im Jahre 700 kam zunächst dessen Sohn Liutpert auf den Thron. Da dieser jedoch minderjährig war, wurde Ansprand als Regent eingesetzt (Historia Langobardorum VI, 17).

## Herzog von Turin, Sieg bei Novara, Königserhebung (701)
Diese Situation nutzte Raginpert, der inzwischen dux von Turin war, und der dadurch, dass er selbst dem Königshaus der Agilolfinger angehörte, in die engere Wahl der Thronprätendenten kam: Acht Monate nach dem Tod König Cunincperts schritt er zur offenen Rebellion, vier Jahrzehnte nach dem Mord an seinem Vater.
Dabei gelang es ihm, sich durchzusetzen, denn in der Schlacht von Novariae (Novara) besiegte sein Heer 701 Ansprand und den mit diesem verbündeten dux Rotharit von Bergamo. Nun ließ sich Raginpert zum König erheben.

## Tod (701), Nachfolge seines Sohnes Aripert, Flucht Gumperts ins Frankenreich (Orléans)
Raginpert starb jedoch noch im selben Jahr, woraufhin sein Sohn Aripert II. ihm als König nachfolgte, der den Namen des Urgroßvaters trug, der einst das Langobardenreich zwischen seinen Söhnen aufgeteilt hatte. Aripert blieb bis 712 König, als er gleichfalls gestürzt wurde.
Raginpert hatte noch einen weiteren Sohn namens Gumpert. Dieser floh zu den Franken und blieb dort bis an sein Lebensende, wie Paulus Diaconus berichtet. Auch wusste Paulus, dass Gumpert drei Söhne hatte. Der Älteste hieß wieder „Ragimpert“ und regierte zu Zeiten des Verfassers der Historia Langobardorum die Stadt Orléans („nostris in diebus Aurelianensem civitatem rexit“).